# Ilovje pri Kotmari vasi
Ilovje pri Kotmari vasi (nemško Lambichl) je naselje v Občini Kotmara vas v Okraju Celovec-dežela na Koroškem v Avstriji.
Leta 2008 je v prometni nesreči v Ilovju življenje izgubil koroški politik Jörg Haider.